# Морицхајм
Морицхајм (њем. Moritzheim) општина је у њемачкој савезној држави Рајна-Палатинат. Једно је од 92 општинска средишта округа Кохем-Цел. Према процјени из 2010. у општини је живјело 130 становника. Посједује регионалну шифру (AGS) 7135064.

## Географски и демографски подаци
Морицхајм се налази у савезној држави Рајна-Палатинат у округу Кохем-Цел. Општина се налази на надморској висини од 415 метара. Површина општине износи 4,0 km². У самом мјесту је, према процјени из 2010. године, живјело 130 становника. Просјечна густина становништва износи 32 становника/km².